# Elektrodijaliza
Elektrodijaliza (ED) se koristi za transport jona soli iz jednog rastvora kroz jonoizmenjivačke membrane u drugi rastvor pod uticajem primenjene razlike električnog potencijala. Ovo se radi u konfiguraciji koja se zove ćelija za elektrodijalizu. Ćelija se sastoji od odeljka za napajanje (razblaženog) i odeljka za koncentrat formiranog od membrane za izmenu anjona i membrane za katjone koja se nalazi između dve elektrode. U skoro svim praktičnim procesima elektrodijalize, višestruke ćelije za elektrodijalizu su raspoređene u konfiguraciju koja se zove elektrodijalizni stog, sa naizmeničnim anjonskim i katjonoizmenjivačkim membranama koje formiraju višestruke ćelije za elektrodijalizu. Procesi elektrodijalize se razlikuju od tehnika destilacije i drugih procesa zasnovanih na membrani (kao što je reverzna osmoza (RO)) po tome što se rastvorene vrste pomeraju iz toka napajanja, dok drugi procesi udaljavaju vodu od preostalih supstanci. Pošto je količina rastvorenih vrsta u struji napajanja daleko manja od količine fluida, elektrodijaliza nudi praktičnu prednost mnogo većeg učinka u mnogim primenama.

## Literatura
- Inamuddin (2017-06-01). Applications of Adsorption and Ion Exchange Chromatography in Waste Water Treatment (на језику: енглески). Materials Research Forum LLC. ISBN 9781945291333.

## Spoljašnje veze
- A. A. Zagorodni, Ion Exchange Materials: Properties and Applications, Elsevier, Amsterdam, (2006) Chapter 17 - a simple introduction to electrodialysis and description of different electromembrane processes